# Scalmicauda lineata
Scalmicauda lineata är en fjärilsart som beskrevs av Holland 1893. Scalmicauda lineata ingår i släktet Scalmicauda och familjen tandspinnare. Inga underarter finns listade.